# Rubus gallaecicus
Rubus gallaecicus är en rosväxtart som beskrevs av Carlos Pau. Rubus gallaecicus ingår i släktet rubusar, och familjen rosväxter. Inga underarter finns listade i Catalogue of Life.